# Erythrolamprus sagittifer
Espèce
Synonymes
- Liopeltis sagittifer Jan, 1863
- Liophis sagittifer (Jan, 1863)
- Liophis pulcher Steindachner, 1867
- Rhadinaea modesta Koslowsky, 1896
- Liophis sagittifer modestus (Koslowsky, 1896)
- Liophis trifasciatus Wener 1899
- Zamenis argentinus Bréthès, 1917

Erythrolamprus sagittifer  est une espèce de serpents de la famille des Dipsadidae.

## Répartition
Cette espèce se rencontre :
- dans le sud du Brésil ;
- dans le sud-est de la Bolivie ;
- dans l'ouest du Paraguay ;
- en Argentine dans les provinces de Santa Fe, du Chaco, de Tucumán, de Córdoba, de Catamarca, de Chubut, de Formosa, de Jujuy, de La Pampa, de Mendoza, de Neuquén, de Río Negro, de Salta, de San Juan, de San Luis et de Santiago del Estero.

## Liste des sous-espèces
Selon The Reptile Database (9 août 2013) :
- Erythrolamprus sagittifer modestus (Koslowsky, 1896)
- Erythrolamprus sagittifer sagittifer (Jan, 1863)

## Publications originales
- Jan, 1863 : Elenco Sistematico degli Ofidi descriti e disegnati per l'Iconografia Generale. Milano, A. Lombardi, p. 1-143 (texte intégral).
- Koslowsky, 1896 : Sobre algunos Reptiles de Patagonia y otras regiones Argentinas. Revista del Museo de La Plata, vol. 7, p. 447-457 (texte intégral).